# Süan-wu (Peking)

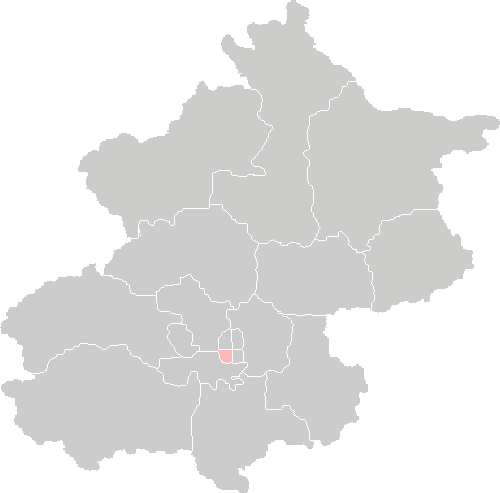
Poloha obvodu Süan-wu na mapě Pekingu

Městský obvod Süan-wu (čínsky v českém přepisu Süan-wu Čchü, pchin-jinem Xuānwǔ Qū, znaky zjednodušené 宣武区, tradiční 宣武區) byl jeden z městských obvodů v Pekingu. Nacházel se v městském centru na jihozápad od náměstí Nebeského klidu, měl rozlohu 16,5 čtverečního kilometru a žilo v něm zhruba půl milionu obyvatel. Sousedil na severu s obvodem Si-čcheng, do kterého byl v 1. července 2010 sloučen, na východě s obvodem Čchung-wen, který byl v roce 2010 obdobně sloučen do obvodu Tung-čcheng, a na jihu a na západě s obvodem Feng-tchaj.
Z historických památek se v obvodě Süan-wu nacházel například Chrám nebes.